# 維雅德泥地短途錦標
維雅德泥地短途錦標（阿拉伯语： كأس الرياض للسرعة），於沙特阿拉伯安都拉茲馬場舉辦供3歲或以上馬匹競逐的國際二級賽（G2），途程為泥地1200米。

## 概要
本賽事為沙特阿拉伯賽馬會於2020年創設的賽事，為沙特盃賽馬日其中一場分級賽。
此外，此賽事亦設有出賽限制，海外參賽馬必須曾於國際賽馬組織聯盟的《國際賽事編錄標準及國際賽事統計冊》的第一部分賽馬地區的分級賽中獲得頭四名，或於國內取得100或以上的評分方可報名，雌馬則需獲得96或以上的評分。

## 優先出賽權
於下表任何一項賽事中跑獲冠軍的馬匹將獲得同季此賽的優先出賽權：
| 賽事名稱 | 級別 | 國家 | 馬場       | 途程       |
| -------- | ---- | ---- | ---------- | ---------- |
| 亮星錦標 | GIII | 日本 | 中山競馬場 | 泥地1200米 |

## 歷史
- 2020年 - 於安都拉茲馬場設立名爲沙特短途錦標的賽事，途程為泥地1200米。首屆賽事由主隊沙特阿拉伯訓練的「New York Central」勝出。
- 2021年 - 更名爲維雅德泥地短途錦標。
- 2022年 - 隨着沙特阿拉伯列入國際賽馬組織聯盟的《國際賽事編錄標準及國際賽事統計冊》的第二部分賽馬地區[1]，此賽從該年開始升格為國際三級賽（G3）。
- 2025年 - 升格為國際二級賽（G2）。

## 歷屆冠軍
| 屆數  | 日期          | 馬場     | 距離  | 馬名             | 性齡 | 代表國家     | 時間    | 騎師     | 練馬師   | 馬主                      |
| ----- | ------------- | -------- | ----- | ---------------- | ---- | ------------ | ------- | -------- | -------- | ------------------------- |
| 第1屆 | 2022年2月29日 | 安都拉茲 | 1200m | New York Central | 雄5  | 沙烏地阿拉伯 | 1:11.68 | 奧天信   | 薛勢圖   | Faisal bin Khalid Al Saud |
| 第2屆 | 2021年2月20日 | 安都拉茲 | 1200m | 活蹦雀躍         | 閹6  | 日本         | 1:10.66 | 布宜學   | 村山明   | 小林祥晃                  |
| 第3屆 | 2022年2月26日 | 安都拉茲 | 1200m | 舞林驕子         | 雄6  | 日本         | 1:10.26 | 李慕華   | 宮田敬介 | 吉田千津                  |
| 第4屆 | 2023年2月25日 | 安都拉茲 | 1200m | 尖子力勁         | 雄5  | 美国         | 1:11.01 | 戴圖理   | 莫特     | 朱德望牧場                |
| 第5屆 | 2024年2月24日 | 安都拉茲 | 1200m | 燦然一新         | 雄5  | 日本         | 1:10.42 | 川田將雅 | 新谷功一 | 前田幸治                  |
| 第6屆 | 2025年2月22日 | 安都拉茲 | 1200m | 純酒勁度         | 雄6  | 美国         | 1:11.16 | 華拉素奇 | 布良堅   | My Racehorse              |

## 來自戰線
以下列表列出歷屆冠軍上次出賽賽事及上次勝出賽事：
| 詳細戰線列表 |                  |                     |      |       |                |      |
| 年份         | 馬匹             | 上次出賽賽事        | 級別 | 名次  | 上次勝出賽事   | 級別 |
| 2020         | New York Central | Bet on Sunshine錦標 | L    | 第5名 | 馬里蘭短途錦標 | GIII |
| 2021         | 活蹦雀躍         | 日本育馬場盃短途賽  | JpnI | 第6名 | 亮星錦標       | GIII |
| 2022         | 舞林驕子         | 亮星錦標            | GIII | 冠軍  | 同左           | 同左 |
| 2023         | 尖子力勁         | 育馬者盃短途大賽    | GI   | 冠軍  | 同左           | 同左 |
| 2024         | 燦然一新         | 日本育馬場盃短途賽  | JpnI | 亞軍  | 韓國短途錦標   | GIII |
| 2025         | 純酒勁度         | 育馬者盃短途大賽    | GI   | 冠軍  | 同左           | 同左 |

## 外部連結
- 官方網頁 （页面存档备份，存于）